# امیل و خوک
امیل و خوک (سوئدی: Emil och griseknoen) یک فیلم در ژانر کودکان و کمدی به کارگردانی اوله هلبوم است که در سال ۱۹۷۳ منتشر شد. از بازیگران آن می‌توان به آلان ادوال، گئورگ ارلین، کارستا لوک، یان نیگرن، و گیزلا هان اشاره کرد.